# Li Wenyan
Li Wenyan (chinesisch 李文姸, * 14. Juli 1983) ist eine Badmintonspielerin aus der Volksrepublik China.

## Karriere
Li Wenyan machte das erste Mal international auf sich aufmerksam, als sie bei den Dutch Open 2006 das Finale erreichte, dort jedoch gegen Adriyanti Firdasari knapp mit 16:21 und 19:21 unterlag. 2007 gewann sie die Internationalen Meisterschaften von Finnland und die Swedish International Stockholm. Ein Jahr später verteidigte sie den Titel in Schweden.

## Sportliche Erfolge
| Saison | Veranstaltung                   | Disziplin   | Platz | Name      |
| ------ | ------------------------------- | ----------- | ----- | --------- |
| 2006   | Dutch Open                      | Dameneinzel | 2     | Li Wenyan |
| 2007   | Finnish International           | Dameneinzel | 1     | Li Wenyan |
| 2007   | Swedish International Stockholm | Dameneinzel | 1     | Li Wenyan |
| 2008   | Swedish International Stockholm | Dameneinzel | 1     | Li Wenyan |